# Tale (Albania)
Tale, prefectura de Lezhë, Albania, es una ciudad turística costera de Shënkoll. Sus playas atraen a muchos turistas, especialmente con el aumento de los hoteles pequeños y locales.

## Localidades cercanas
- Shënkoll.
- Alk.
- Tale 1.
- Tale 2.
- Grykë Lumi.
- Rrilë.
- Barbullojë.
- Gajush.